# توماس بوفل
توماس بوفل (به انگلیسی: Thomas Buffel) بازیکن فوتبال اهل بلژیک و عضو تیم ملی فوتبال بلژیک است که در تاریخ ۱۲ اکتبر ۲۰۰۲ میلادی اولین بازی ملی‌اش را مقابل تیم ملی فوتبال آندورا انجام داد. او در ۳۵ بازی ملی حضور داشت و جمعاً ۲۵۰۲ دقیقه برای تیم ملی فوتبال بلژیک به میدان رفت. توماس بوفل آخرین بازی ملی خود را در تاریخ ۶ فوریه ۲۰۱۳ میلادی در برابر تیم ملی فوتبال اسلواکی انجام داد. وی در بازی‌های ملی‌اش ۵ گل به ثمر رساند.